# Unguinana diversa
Unguinana diversa är en insektsart som beskrevs av Young 1986. Unguinana diversa ingår i släktet Unguinana och familjen dvärgstritar. Inga underarter finns listade i Catalogue of Life.